# Jayson Williams
Jayson Williams (Ritter, Carolina del Sur, 22 de febrero de 1968) es un exjugador de baloncesto estadounidense que disputó 9 temporadas de la NBA. Con 2,05 metros de altura, jugaba en la posición de ala-pívot. Después de retirarse su nombre fue de nuevo actualidad por verse envuelto en un tiroteo en su casa donde falleció por un disparo un conductor de limusinas.

## Trayectoria deportiva

### Universidad
Jugó durante 3 temporadas con los Red Storm de la Universidad de St. John's, en los que promedió 14,9 puntos y 6,8 rebotes por partido. En 1989 ganó con su equipo el National Invitation Tournament, siendo elegido mejor jugador del torneo. En 2008 fue incluido en el Salón de la Fama de su universidad.

### Profesional
Fue elegido en el puesto 21 de la primera ronda del Draft de la NBA de 1990 por Phoenix Suns, quienes inmediatamente traspasaron sus derechos a Philadelphia 76ers, donde jugó dos temporadas sin apenas oportunidades de demostrar su valía, jugando poco más de 10 minutos por partido. fue traspasado a New Jersey Nets, donde se perdió casi entera la temporada de su debut, la 1992-93 a causa de una lesión. Poco a poco fue haciéndose un hueco en el equipo, hasta que llegó su confirmación en la 1996-97, ya como titular, al promediar 13,4 puntos y 13,5 rebotes por partido.
Al año siguiente, con unos promedios similares, fue elegido para participar por primera vez en el All-Star Game, donde consiguió 4 puntos y 10 rebotes. Pero las lesiones hicieron mella en él, y tras disputar 30 partidos de la siguiente temporada, se vio forzado a retirarse con apenas 30 años cumplidos. En el total de su carrera promedió 7,3 puntos y 7,5 rebotes por encuentro.
En enero de 2005 regresó de nuevo a las pistas de juego, en la liga menor CBA, como miembro del Idaho Stampede. Allí jugó 7 partidos, en los que promedió 10,1 puntos y 10,6 rebotes. 

## Estadísticas de su carrera en la NBA

### Temporada regular
| Temp.   | Edad | Equipo       | Liga | P   | TIT | MIN  | TC  | TCA  | %TC  | 3P  | 3PA | %3P  | TL  | TLA | %TL  | R.OF. | R.DEF. | REB  | ASIS | ROB | TAP | PER | FP  | PTS  |
| 1990-91 | 22   | Philadelphia | NBA  | 52  | 1   | 9.8  | 1.4 | 3.1  | .447 | 0.0 | 0.0 | .500 | 0.7 | 1.1 | .661 | 0.8   | 1.3    | 2.1  | 0.3  | 0.2 | 0.1 | 0.8 | 1.8 | 3.5  |
| 1991-92 | 23   | Philadelphia | NBA  | 50  | 8   | 12.9 | 1.5 | 4.1  | .364 | 0.0 | 0.0 |      | 1.1 | 1.8 | .636 | 1.2   | 1.7    | 2.9  | 0.2  | 0.4 | 0.4 | 0.9 | 2.2 | 4.1  |
| 1992-93 | 24   | New Jersey   | NBA  | 12  | 2   | 11.6 | 1.8 | 3.8  | .457 | 0.0 | 0.0 |      | 0.6 | 1.5 | .389 | 1.8   | 1.6    | 3.4  | 0.0  | 0.3 | 0.3 | 0.7 | 2.0 | 4.1  |
| 1993-94 | 25   | New Jersey   | NBA  | 70  | 0   | 12.5 | 1.8 | 4.2  | .427 | 0.0 | 0.0 |      | 1.0 | 1.7 | .605 | 1.6   | 2.2    | 3.8  | 0.4  | 0.2 | 0.5 | 0.5 | 2.0 | 4.6  |
| 1994-95 | 26   | New Jersey   | NBA  | 75  | 6   | 13.1 | 2.0 | 4.3  | .461 | 0.0 | 0.1 | .000 | 0.9 | 1.6 | .533 | 2.4   | 3.3    | 5.7  | 0.5  | 0.3 | 0.4 | 0.8 | 2.1 | 4.8  |
| 1995-96 | 27   | New Jersey   | NBA  | 80  | 6   | 23.2 | 3.5 | 8.3  | .423 | 0.0 | 0.1 | .286 | 2.0 | 3.4 | .592 | 4.3   | 5.8    | 10.0 | 0.6  | 0.4 | 0.7 | 1.3 | 3.0 | 9.0  |
| 1996-97 | 28   | New Jersey   | NBA  | 41  | 40  | 34.9 | 5.4 | 13.2 | .409 | 0.0 | 0.1 | .000 | 2.6 | 4.5 | .590 | 5.9   | 7.6    | 13.5 | 1.2  | 0.6 | 0.9 | 2.0 | 3.9 | 13.4 |
| 1997-98 | 29   | New Jersey   | NBA  | 65  | 65  | 36.0 | 4.9 | 9.9  | .498 | 0.0 | 0.1 | .000 | 3.0 | 4.5 | .666 | 6.8   | 6.8    | 13.6 | 1.0  | 0.7 | 0.8 | 1.5 | 3.6 | 12.9 |
| 1998-99 | 30   | New Jersey   | NBA  | 30  | 30  | 34.0 | 3.2 | 7.3  | .445 | 0.0 | 0.1 | .000 | 1.6 | 2.8 | .565 | 4.9   | 7.1    | 12.0 | 1.1  | 0.8 | 2.0 | 1.5 | 4.2 | 8.1  |
| Total   |      |              | NBA  | 475 | 158 | 20.6 | 2.9 | 6.5  | .440 | 0.0 | 0.1 | .125 | 1.6 | 2.6 | .606 | 3.3   | 4.2    | 7.5  | 0.6  | 0.4 | 0.6 | 1.1 | 2.7 | 7.3  |

### Playoffs
| Temp.   | Edad | Equipo       | Liga | P | MIN | TCA | TC | 3PA | 3P | TLA | TL | R.OF. | REB | ASIS | ROB | TAP | PER | FP | PTS | %TC  | %3P | %FT  | MIN  | PTS | REB  | AST |
| 1990-91 | 22   | Philadelphia | NBA  | 4 | 10  | 4   | 5  | 0   | 0  | 0   | 0  | 2     | 4   | 0    | 0   | 0   | 1   | 1  | 8   | .800 |     |      | 2.5  | 2.0 | 1.0  | 0.0 |
| 1993-94 | 25   | New Jersey   | NBA  | 2 | 17  | 0   | 3  | 0   | 0  | 1   | 2  | 3     | 3   | 0    | 0   | 0   | 2   | 5  | 1   | .000 |     | .500 | 8.5  | 0.5 | 1.5  | 0.0 |
| 1997-98 | 29   | New Jersey   | NBA  | 3 | 116 | 9   | 21 | 0   | 0  | 3   | 6  | 20    | 42  | 5    | 2   | 3   | 2   | 8  | 21  | .429 |     | .500 | 38.7 | 7.0 | 14.0 | 1.7 |
| Total   |      |              | NBA  | 9 | 143 | 13  | 29 | 0   | 0  | 4   | 8  | 25    | 49  | 5    | 2   | 3   | 5   | 14 | 30  | .448 |     | .500 | 15.9 | 3.3 | 5.4  | 0.6 |

## Vida personal
Williams fue el principal propietario de los New Jersey Storm, equipo de la National Lacrosse League al que adquirió en 2002 y vendió al año siguiente. 
Es autor de tres libros: Loose Balls (2000), Humbled ~ Letters From Prison (2012) y Crashing: A Memoir (2018), todos de carácter biográfico.

### Problemas con la justicia
En 1992 fue acusado de golpear con una lata de cerveza en la cabeza a un cliente en un bar de Chicago. Dos años más tarde fue acusado de disparar un arma de fuego en el aparcamiento del Izod Center, el terreno de juego de los Nets.
Pero lo más grave llegó en 2002, cuando fue formalmente acusado de disparar y matar a Costas Christofi, un conductor de limusinas de 55 años. Al parecer estaba jugando con una escopeta en los jardines de su casa cuando se le disparó involuntariamente, matando en el acto al conductor. Se enfrentó a una pena de 13 años de prisión por homicidio involuntario, aunque finalmente sólo tuvo que pagar una compensación de 2.750.000 dólares a la familia de Christofi.
En mayo de 2009 fue arrestado por la policía tras una pelea a la salida de una discoteca.
A comienzos de 2010 se reabrió el proceso judicial en su contra por el homicidio de Christofi, siendo esta vez condenado a 5 años de prisión el 23 de febrero. Fue liberado en abril de 2012.